# Vadão
Oswaldo Fumeiro Alvarez (sinh ngày 21 tháng 8 năm 1956 - mất ngày 23 tháng 5 năm 2020), còn được biết với tên Vadão, là một cựu cầu thủ và huấn luyện viên bóng đá người Brasil, hiện đang là huấn luyện viên của Đội tuyển bóng đá nữ quốc gia Brasil.